# Собор Святых Петра и Доната (Ареццо)
Собор Святых Петра и Доната (итал. Cattedrale dei Santi Pietro e Donato, Cattedrale di Arezzo, Duomo di Arezzo, Cattedrale di Ss. Donato e Pietro) — главный католический храм в городе Ареццо и кафедральный собор епархии Ареццо-Кортона-Сансеполькро.

## История
Первый собор Ареццо был воздвигнут в XI веке на месте, где ок. 362 года был обезглавлен аррецийский епископ Донат — примерно в километре к юго-западу от нынешнего, на холме Пьонта (Colle del Pionta). В 1203 году папа Иннокентий III приказал перенести кафедру внутрь городских стен и в статус собора была возведена бенедиктинская церковь Сан-Пьеро-Маджоре. Строительство нынешней базилики было начато в 1278 году. К 1289 году были построены апсида и две травеи, после чего неоконченный собор был освящен. К 1337 году был построен еще один пролет с боковым порталом. В 1384 году после присоединения Ареццо к Флорентийской республике строительство было прекращено, возобновилось только в 1471 году и окончательно завершилось в 1511 году. Главный фасад оставался незаконченным и был перестроен в 1900–1914 гг.

## Описание
Собор является трехнефной пятипролетной базиликой без трансепта. Центральный неф оканчивается многогранной апсидой. В центре апсиды находится главный алтарь, за которым стоит ковчег с телом Св. Доната. Снаружи собор выглядит довольно аскетично и если бы не главный фасад в неоготическом стиле по проекту архитектора Данте Вивиани со скульптурами Джузеппе Кассиоли и стрельчатые окна, напоминал бы скорее монастырское сооружение в романском стиле. Внутри, тем не менее, это типичная готика: каркасность, пучки колонн, переходящие в нервюры сводов, цветные витражи окон. Центральный неф заполняется светом через круглые верхние окна, напоминающие окна церкви Санта-Мария-Новелла во Флоренции. Шедевром витражного искусства считаются работы (роза центрального нефа, пять южных окон и витраж северного нефа) французского художника Гийома де Марсилья, выполненные в 1516-1517 и 1522-1524 годах. Колокольня интересна тем, что  является уже третьей, построенной для этого собора. Первая была сооружена вплотную к основному зданию, но вибрации от колоколов наносили вред витражам и колокольню решили перестроить немного дальше. На новом месте устойчивость колокольни была нарушена грунтовыми водами, после чего колокольню перестроили в третий раз на нынешнем месте. С севера к собору примыкает часовня Мадонны дель Конфортоитал., построенная в 1796—1817 гг. по проекту архитектора Джузеппе дель Россо (Giuseppe del Rosso). Вход в часовню осуществляется из северного нефа.

## Галерея

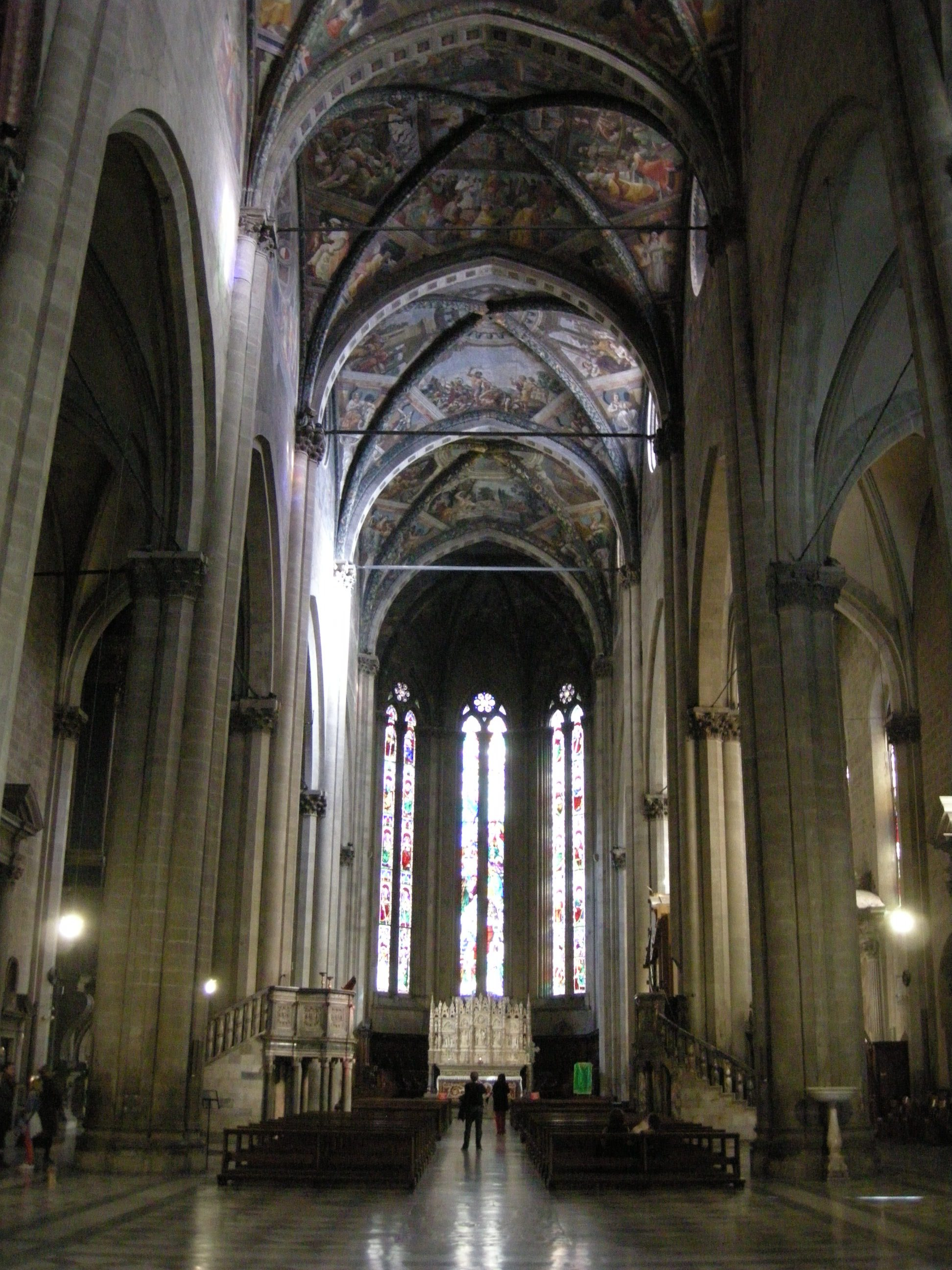
Центральный неф
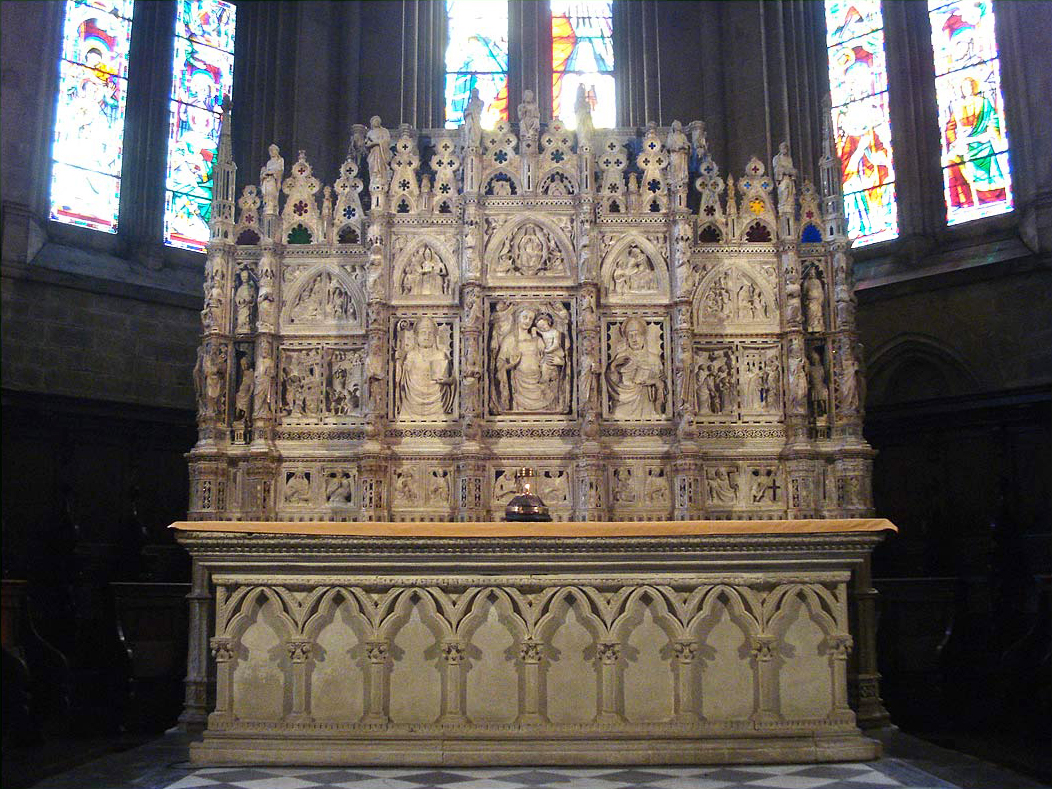
Главный алтарь и ковчег Св. Доната
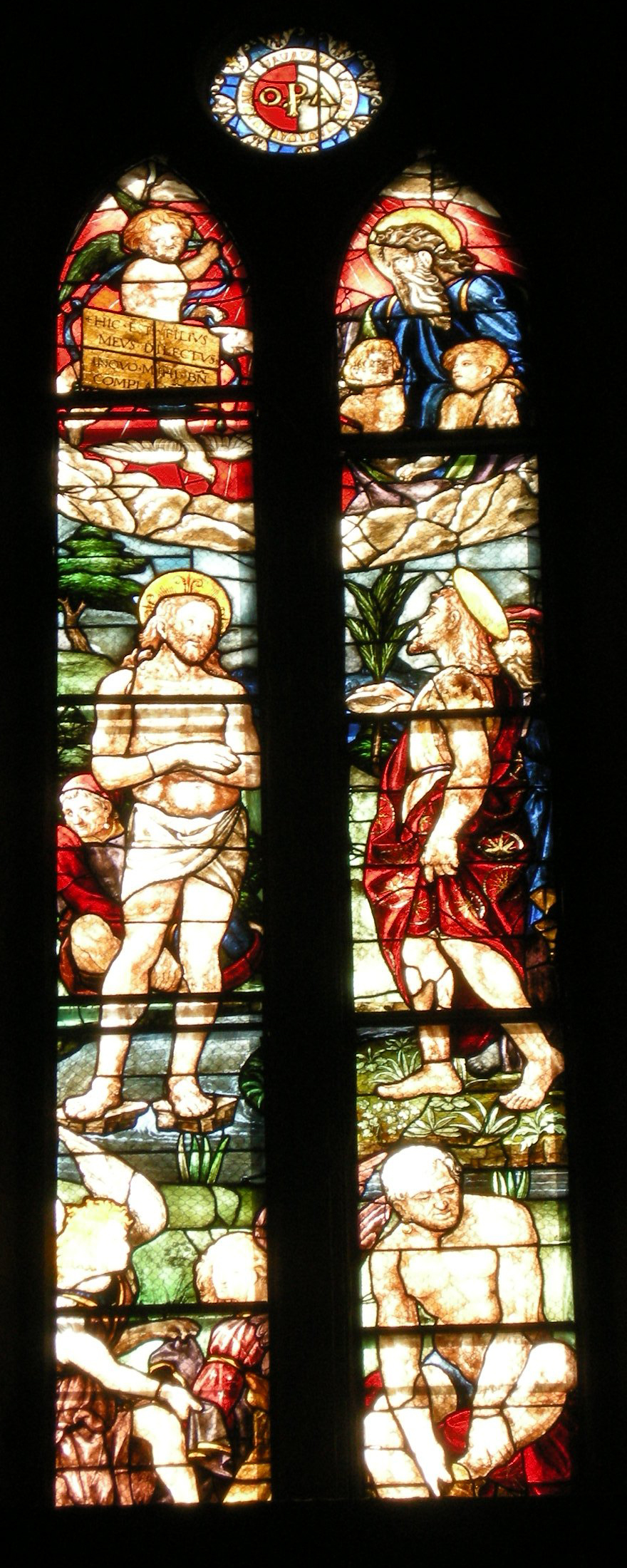
Витраж «Крещение Христа»
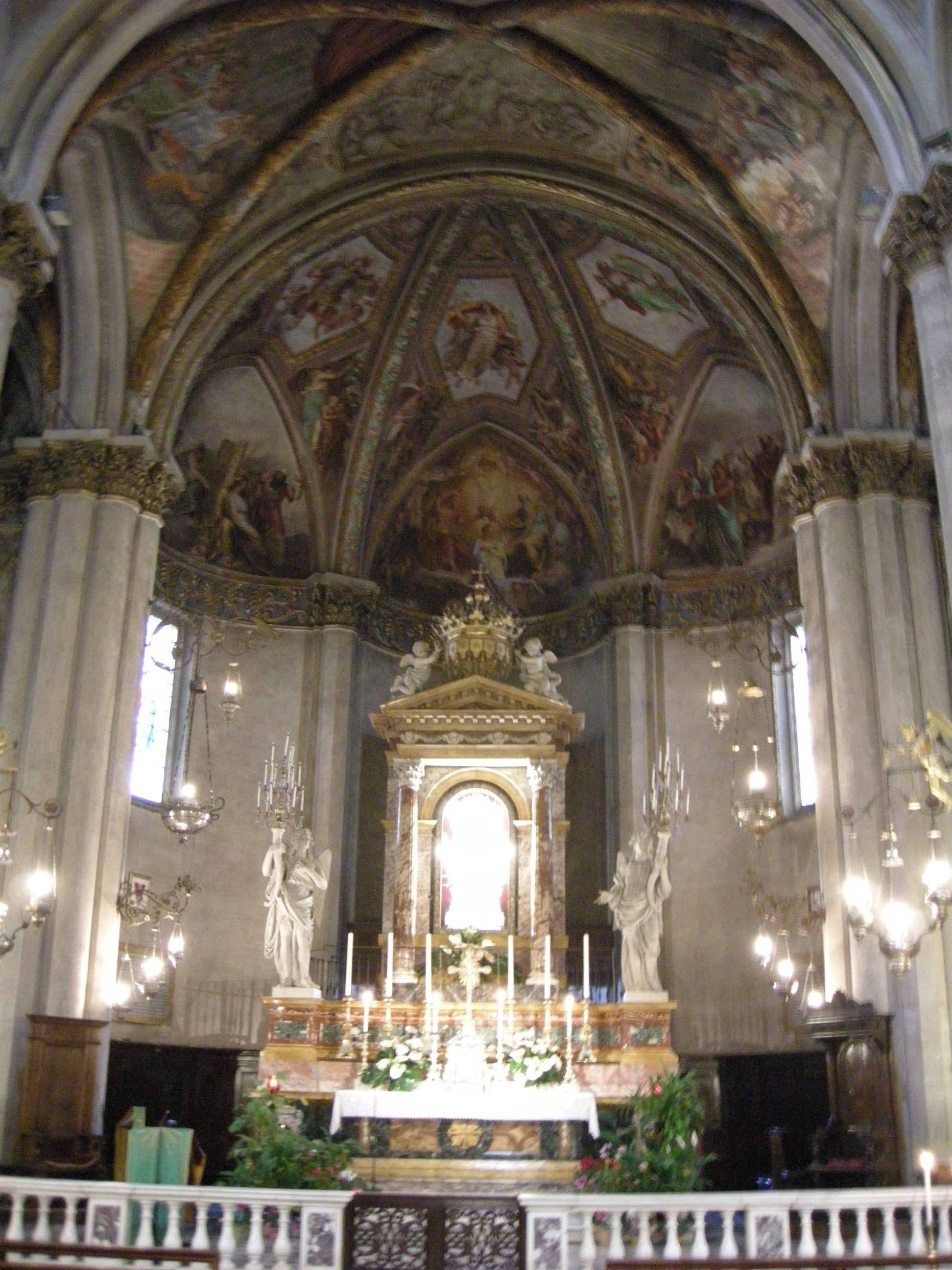
Часовня Мадонны дель Конфорто